# Курорт Пьештяны (Словакия)
Курорт Пьештяны (словац. Kúpele Piešťany) — лечебный курорт, расположенный в восточной части западно-словацкого города Пьештяны, в основном на Курортном острове. Между левым берегом реки Ваг и её мёртвым рукавом выходит на поверхность множество термальных источников, температура воды в которых составляет 67-69°С. Достаточное количество целебной воды обеспечивается благодаря скважинам Траян, Патриа, V1 и V4.

## Описание
Наличие минеральных источников связано с поважанским (от названия реки Ваг) изломом, обеспечивающим проникновение геотермальной воды с глубины 2 000 метров. Вода накапливается в бурдигальских (миоценовых) отложениях бассейна Дуная, набирают её на глубине 50-60 метров от поверхности земли, пока она ещё не смешалась с подземными источниками. Минеральные источники — это сероуглеводородные, кальциево-магниевые, серные гипотонические термы с примерным содержанием минеральных веществ на литр воды — от 1 до 500 мг — и с наличием свободных газов, преимущественно сероводорода. Суммарная мощность бьющих ключей — более 3 млн литров воды в день.
В лечение также входит бальнеотерапия грязью (грязелечение), которая является одним из наиболее известных пелоидов в мире. Грязь появляется в результате химических и биологических процессов в донных отложениях реки Ваг под действием термальных источников. Бальнеотерапия оказывает благоприятное воздействие на опорно-двигательный аппарат, применяется при посттравматических состояниях, нервных болезнях и во многих других случаях.
Грязь обладает значительным противогрибковым эффектом. Чтобы применять в бальнеологии, грязь готовят по оригинальной технологии, при которой она подвергается процессу дозревания и регенерации в результате многочисленных химических и биологических реакций. Дозревшая грязь приобретает масляную вязкую консистенцию, становится пластичной, теплопроводной, она охлаждается в четыре раза медленнее воды, по сравнению с которой имеет в 350 раз большую вязкость. Цвет зрелой грязи — от стального синего до чёрного.

## Показания
- нервные болезни
- заболевания опорно-двигательного аппарата
- расстройства обмена веществ и работы желёз внутренней секреции
- ревматические заболевания[3]

Лечением на курорте Пьештяны руководит организация «Словацкий лечебный курорт» (Slovenské liečebné kúpele), общая вместимость — 2 000 мест. Используется более 60 различных лечебных процедур и методик. При проведении основных процедур применяется уникальная минеральная вода и лечебные сероводородные грязи в комбинации с водолечением, индивидуальной и групповой реабилитацией, массажами, углекислой терапией, светолечением, электролечением, теплолечением и другими специализированными оздоровительными процедурами.